# Spacer d’Erlona
Spacer d’Erlona – manewr wykonany przez generała d’Erlona, który wyniknął ze sprzecznych decyzji jego dowódców. Wydarzenie to poniekąd przesądziło losy bitwy pod Waterloo.

## Bitwy
Dwa dni przed bitwą pod Waterloo, 16 czerwca 1815 roku rozegrały się dwa równoczesne starcia zbrojne. W bitwie pod Ligny cesarz Napoleon walczył z Prusakami feldmarszałka Blüchera, a nieopodal, w bitwie pod Quatre Bras marszałek Michel Ney z Anglikami. Między nimi znajdował się francuski korpus generała d’Erlona. Jako pierwszy wezwał go do siebie Ney, ale w trakcie marszu d’Erlon otrzymał rozkaz cesarza Napoleona, nakazujący mu skierować się do Ligny. Kiedy ten był już blisko Ligny, dopadł go drugi wysłannik Neya i nakazał wracać bezzwłocznie do Quatre Bras. D’Erlon ponownie zawrócił i w rezultacie nie zdążył na żadną z tych bitew.

## Skutki
Bez pomocy d’Erlona, Napoleon wygrywając potyczkę z Prusakami rozbił tylko ich oddziały. Podczas bitwy pod Waterloo 18 czerwca 1815 roku, te właśnie wypoczęte wojska przybyły na pomoc księciu Wellingtonowi i Napoleon przegrał bitwę.